# Fronhof (Wüstung)
Fronhof (auch Fronloch) ist eine Wüstung auf dem Gebiet des Dettelbacher Ortsteils Euerfeld im unterfränkischen Landkreis Kitzingen. Der Ort wurde zwischen dem 13. und 14. Jahrhundert verlassen. Die Gründe hierfür sind unklar.

## Geografische Lage
Die Lokalisierung des Ortes erweist sich heute als schwierig. Insbesondere die Flurbereinigung der 1960er Jahre zerstörte die ursprünglich gewachsenen Fluren um Euerfeld nachhaltig. Da die Urkunden den Hof zeitweise auf der Gemarkung von Rottendorf verorten, kann davon ausgegangen werden, dass er südwestlich von Euerfeld lag. Ein Flurstück trägt noch heute den Namen Fronhof.

## Geschichte
Erstmals erwähnt wurde der Fronhof im Jahr 1275. Damals wurden die Besitzungen des Würzburger Kollegiatstifts Haug aufgezählt. Darunter waren auch mehrere Äcker „apud curia que dicitur Fronehof“ (lat. bei der Kurie, welche Fronhof genannt wird). Zeitweise war der Fronhof Teil der Gemarkung von Rottendorf, so wurde der „Fronhove“ in einer Streitsache zwischen dem Kaplan Nikolaus und dem Rottendorfer Schultheiß Berthold erwähnt.
Nochmals genannt wurde der Hof im Jahr 1290. Allerdings fiel die Ansiedlung in den folgenden Jahrzehnten langsam wüst. 1318 war das Hauger Stift weiterhin hier begütert und verfügte über den Zehnten „in Fronloch“. Allerdings bestand der Ort nun lediglich aus einem einzelnen Gehöft. Zwischen dem 13. und 14. Jahrhundert wurde auch der Hof aufgegeben und die Felder wurden in die Gemarkung von Euerfeld eingegliedert.